# 健生病院 (青森県)
健生病院（けんせいびょういん）は、津軽保健生活協同組合が青森県弘前市扇町に設置する病院。

## 概要
救急告示病院であり、2016年度実績の救急車搬入数は1,998件、外来患者数（１日当たり受診患者数）は138.3人、在院患者数（１日当たり入院中患者数）は266.1人。日本医療福祉生活協同組合連合会(医療福祉生協連)、全日本民主医療機関連合会(民医連)に加盟している。

## 沿革
戦後の混乱した時期に「お金の心配をせず安心してかかれる自分たちの病院がほしい」と願う津軽の人々と、「医療に恵まれない働く人々のいのちとくらしを守りたい」という医療従事者が集まり、知恵と力とお金を出しあい、1952年2月24日、津軽保健生活協同組合を立ち上げ、健生病院を開設。津軽保健生活協同組合が設立され65年、弘前市野田での健生病院開設から50年を迎える2017年10月、健生病院・健生クリニックは弘前オフィスアルカディアに移転した。

## 診療科
(この節の出典)
- 内科
- 呼吸器科
- 消化器科
- 循環器科
- 神経内科
- 外科
- 整形外科
- 精神科
  - 精神科デイケア (一般デイケア、思春期デイケアを行っている。)[6]
- 産婦人科
- 小児科
- アレルギー科
- 麻酔科
- リハビテーション科
- 放射線科
- リウマチ科
- 救急科

## 医療機関の認定
(この節の出典)
- 保険医療機関
- 労災保険指定医療機関
- 生活保護法指定医療機関
- 結核指定医療機関
- 高齢者の医療の確保に関する法律(昭和57年法律第80号)第６条に規定する医療保険各法及び同法に基づく療養等の給付の対象とならない医療並びに公費負担医療を行わない医療機関
- 精神通院医療指定医療機関
- 身体障害者福祉法指定医の配置されている医療機関
- 原子爆弾被害者一般疾病医療取扱医療機関
- 母体保護法指定医の配置されている医療機関
- 臨床研修指定病院
- 特定疾患治療研究事業委託医療機関
- DPC対象病院
- 小児慢性特定疾患治療研究事業委託医療機関
- 無料低額診療事業実施医療機関

## 差額ベッド代について
病院の理念により、差額ベッド料（個室料）を徴収していない。

## 交通アクセス
- 弘南鉄道弘南線「運動公園前駅」より徒歩７分
- 弘南バス城東安原線（アルカディア経由）「健生病院前」停留所下車
- 組合員向けに、健生病院・健生クリニックとJR弘前駅周辺を結ぶ「駅前循環組合員バス」(無料)を運行している。

## 周辺
- 弘前医療福祉大学/短期大学部
- 弘前脳卒中・リハビリテーションセンター
- 弘前市運動公園

## 関連施設
- 藤代健生病院 - 系列病院。(弘前市藤代)